# 9-1-1
9-1-1 is een Amerikaanse televisieserie bedacht door Ryan Murphy, Brad Falchuk, en Tim Minear. De serie volgt het leven van de hulpverleners van Los Angeles, zoals politieagenten, ambulancepersoneel, brandweerlieden en meldkamermedewerkers. De serie werd voor het eerst uitgezonden op 3 januari 2018 op Fox.

## Rolverdeling
- Angela Bassett - Athena Grant
- Peter Krause - Bobby Nash
- Oliver Stark - Evan "Buck" Buckley
- Aisha Hinds - Henrietta "Hen" Wilson
- Kenneth Choi - Howie "Chimney" Han
- Rockmond Dunbar - Michael Grant
- Connie Britton - Abby Clark
- Jennifer Love Hewitt - Maddie Buckley
- Ryan Guzman - Eddie Diaz
- Corinne Massiah - May Grant
- Marcanthonnee Reis - Harry Grant
- James Scully - Travis

## Spin-off
In mei 2019 werd er een spin-off aangekondigd genaamd 9-1-1: Lone Star. De première vond plaats op 19 januari 2020, direct na de NFC Championship-wedstrijd, en zou de volgende dag, 20 januari 2020, worden voortgezet. Op dezelfde dag werd bekendgemaakt dat Rob Lowe de hoofdrol zou spelen.